# Tianjin Open 2016
Tianjin Open 2016 byl tenisový turnaj pořádaný jako součást ženského okruhu WTA Tour, který se hrál na otevřených dvorcích s tvrdým povrchem v mezinárodním tenisovém centru. Probíhal mezi 10. až 16. říjnem 2016 v čínském přímo spravovaném městě Tchien-ťinu, jakožto třetí ročník turnaje.
Turnaj s rozpočtem 500 000 dolarů patřil do kategorie WTA International Tournaments. Nejvýše nasazenou hráčkou ve dvouhře se stala světová trojka a obhájkyně titulu Agnieszka Radwańská z Polska. Jako poslední přímá účastnice do dvouhry nastoupila 115. hráčka žebříčku Chan Sin-jün z Čínské lidové republiky.
Bývalá světová jednička ve čtyřhře, Číňanka Pcheng Šuaj, získala první singlový titul na okruhu WTA Tour, když uspěla až v sedmém finále kariéry. V deblové soutěži pak Pcheng přidala trofej s Američankou Christinou McHaleovou a připsala si jubilejní dvacáté turnajové vítězství ze čtyřhry.

## Distribuce bodů a finančních odměn

### Distribuce bodů
| Soutěž  | vítězky | finalistky | semifinalistky | čtvrtfinalistky | 16 v kole | 32 v kole | Q  | Q2 | Q1 |
| ------- | ------- | ---------- | -------------- | --------------- | --------- | --------- | -- | -- | -- |
| dvouhra | 280     | 180        | 110            | 60              | 30        | 1         | 18 | 12 | 1  |
| čtyřhra | 280     | 180        | 110            | 60              | 1         | —         | —  | —  | —  |

### Finanční odměny
| Soutěž                              | vítězky  | finalistky | semifinalistky | čtvrtfinalistky | 16 v kole | 32 v kole | Q2     | Q1   |
| ----------------------------------- | -------- | ---------- | -------------- | --------------- | --------- | --------- | ------ | ---- |
| dvouhra                             | $111 164 | $55 324    | $29 730        | $8 898          | $4 899    | $3 026    | $1 470 | $865 |
| čtyřhra                             | $17 724  | $9 222     | $4 950         | $2 623          | $1 383    | —         | —      | —    |
| částka ve čtyřhře je uvedena na pár |          |            |                |                 |           |           |        |      |

## Ženská dvouhra

### Nasazení
| Stát                         | Hráčka               | WTA | Nasazení |
| ---------------------------- | -------------------- | --- | -------- |
| Polsko                       | Agnieszka Radwańská  | 3   | 1        |
| Rusko                        | Světlana Kuzněcovová | 7   | 2        |
| Rusko                        | Jelena Vesninová     | 20  | 3        |
| Maďarsko                     | Tímea Babosová       | 26  | 4        |
| Portoriko                    | Mónica Puigová       | 28  | 5        |
| Kazachstán                   | Julia Putincevová    | 33  | 6        |
| Čína                         | Čang Šuaj            | 36  | 7        |
| Kazachstán                   | Jaroslava Švedovová  | 39  | 8        |
| Žebříček WTA k 3. říjnu 2016 |                      |     |          |

### Jiné formy účasti
Následující hráčky obdržely divokou kartu do hlavní soutěže:
- Pcheng Šuaj
- Wang Ja-fan
- Sü I-fan

Následující hráčky postoupily z kvalifikace:
- Čang Kchaj-čen
- Andrea Hlaváčková
- Lucie Hradecká
- Liou Fang-čou
- Shelby Rogersová
- Nina Stojanovićová

### Odhlášení
před zahájením turnaje
- Timea Bacsinszká → nahradila ji Chan Sin-jün
- Irina-Camelia Beguová → nahradila ji Jevgenija Rodinová
- Sie Šu-wej → nahradila ji Tuan Jing-jing
- Mirjana Lučićová Baroniová → nahradila ji Čang Kchaj-lin

## Ženská čtyřhra

### Nasazení
| Stát                                                                    | Hráčka                    | Stát      | Hráčka                | WTA  | Nasazení |
| ----------------------------------------------------------------------- | ------------------------- | --------- | --------------------- | ---- | -------- |
| Španělsko                                                               | Arantxa Parra Santonjaová | Austrálie | Anastasia Rodionovová | 67.  | 1.       |
| Španělsko                                                               | Lara Arruabarrenová       | Gruzie    | Oxana Kalašnikovová   | 114. | 2.       |
| Argentina                                                               | María Irigoyenová         | Německo   | Tatjana Mariová       | 114. | 3.       |
| USA                                                                     | Christina McHaleová       | Čína      | Pcheng Šuaj           | 116. | 4.       |
| Žebříček WTA k 3. září 2016; číslo je součtem umístění obou členek páru |                           |           |                       |      |          |

### Jiné formy účasti
Následující páry obdržely divokou kartu do hlavní soutěže:
- Kchang Ťia-čchi /  Liou Fang-čou
- Kao Sin-jü /  Čang Jing

## Přehled finále

### Ženská dvouhra
- Pcheng Šuaj vs.  Alison Riskeová, 7–6(7–3), 6–2

### Ženská čtyřhra
- Christina McHaleová /  Pcheng Šuaj vs.  Magda Linetteová /  Sü I-fan, 7–6(10–8), 6–0